# パリ条約 (1857年5月26日)
パリ条約（パリじょうやく、ドイツ語: Vertrag von Paris）は、1857年5月26日に締結され、ヌーシャテル危機を終わらせた、プロイセン王国とスイスの間の条約。条約により、プロイセン国王のフリードリヒ・ヴィルヘルム4世はノイエンブルク公国（現スイス領ヌーシャテル州）への請求を取り下げた。この条約はプロイセンの重大な外交的敗北と見られた。

## 歴史
1707年にオルレアン＝ロングヴィル家が断絶すると、ノイエンブルク公国（ヌーシャテル）はプロイセンのホーエンツォレルン家に相続された。1805年にはフランスに占領されるが、1815年のウィーン会議によりプロイセン領に復した。同年、ヌーシャテルはスイスにカントンとして加入したが、プロイセンとは同君連合を組んだままであった。
1848年3月1日、三月革命の勃発により、ヌーシャテルでも共和国の樹立宣言がなされた。プロイセンのフリードリヒ・ヴィルヘルム4世は同意しなかったが武力鎮圧もしなかった。1856年9月、王党派によるクーデターが起こったが共和派に敗れ、死者8人、負傷26人、王党派の逮捕者667人を出した。プロイセンは逮捕者の即時釈放を要求したが、スイスの連邦参事会は条件つき釈放とし、主な条件はプロイセンのヌーシャテルに対する権利の一切放棄だった。1856年12月13日、プロイセンはスイスとの外交関係を断絶し、スイスはプロイセンの侵攻に備えてライン川方面の国境守備を強化させた。1857年1月2日、プロイセンは15万人の兵力を動員してヌーシャテルをめぐる紛争は国際危機に飛び火した。
当初、フランスはプロイセンに同情的だったが、イギリスがスイス支持を表明すると、ナポレオン3世は紛争の仲介を自任しながら外交交渉を行うことを提案した。3月5日からパリで当事国と列強の代表が招かれ、国際会議が始まった。その結果、5月26日に条約が締結され、6月16日には批准されて発効した。条約により、プロイセン国王は14平方マイルの領地を失ったが、ヌーシャテル公の称号は保持した。

## 条約の内容と署名
8条からなる条約はオーストリア帝国、フランス帝国、イギリス、ロシア帝国、プロイセン王国、スイス連邦により締結された。同条約により、プロイセン国王はノイエンブルク公国（ヌーシャテル）とファランギン伯領（Grafschaft Valangin）の権利を放棄、ヌーシャテルはスイス連邦の一員にとどまった。事件における経費はスイスが負担し、クーデターの逮捕者は恩赦されたが、賠償金はなかった。
以下は条約に署名した各国の大表。
- スイス連邦
  - ヨハン・コンラート・ケルン（全権）
- プロイセン王国
  - マクシミリアン・フォン・ハッツフェルト伯（駐仏大使）
- オーストリア帝国
  - アレクサンダー・フォン・ヒューブナー男爵（駐仏大使）
- フランス帝国
  - アレクサンドル・コロンナ＝ヴァレフスキ伯（外相）
- イギリス
  - カウリー伯ヘンリー・ウェルズリー（駐仏大使）
- ロシア帝国
  - パーヴェル・キセリョフ伯（駐仏大使）